# Lista orașelor din Groenlanda
Aceasta este o listă a orașelor și așezărilor din Groenlanda.
Termenul de 'oraș' este destul de dificil de folosit în Groenlanda, întrucât cea mai mare localitate este Nuuk cu doar 14.501 locuitori. În Groenlanda există două tipuri de așezări: by (daneză oraș) și bygd (daneză așezare). Centrul administrativ al fiecărei municipalități este un by. Un  bygd poate avea de la 1 la 500 de locuitori. Multe localități au și un nume danez, pe lângă cel groenlandez. Numele daneze, atunci când ele există, sunt indicate în paranteze.
Prima listă conține toate așezările cu peste 1.000 de locutori. Cea de-a doua, ordonată după regiune, cuprinde toate așezările cu peste 50 de locuitori și câteva mai mici. 

## Orașe în Groenlanda cu peste 1.000 lcuitori (2005)
- Nuuk (Godthåb) 14.501 locuitori
- Sisimiut (Holstensborg) 5.350 locuitori
- Ilulissat (Jacobshavn) 4.533 locuitori
- Qaqortoq (Julianehåb) 3.144 locuitori
- Aasiaat (Egedesminde) 3.100 locuitori
- Maniitsoq (Sukkertoppen) 2.859 locuitori
- Tasiilaq (Oscarshavn) 1.848 locuitori
- Paamiut (Frederikshåb) 1.817 locuitori
- Narsaq (Nordprøven) 1.764 locuitori
- Nanortalik (Bjørnsted) 1.509 locuitori
- Uumannaq 1.366 locuitori
- Qasigiannguit (Christianshåb) 1.320 locuitori
- Upernavik 1.178 locuitori

## Orașe și așezări în Regiunea Kitaa (Groenlanda de Vest)

### Municipalitatea Nanortalik
- Nanortalik (Bjørnsted)
- Narsarmijit (Frederiksdal)
- Alluitsup Paa (Sydprøven)
- Tasiusaq
- Aappilattoq
- Ammassivik

### Municipalitatea Qaqortoq
- Qaqortoq (Julianehåb)
- Eqalugaarsuit
- Saarloq
- Qassimiut (Bødker)

### Municipalitatea Narsaq
- Narsaq
- Narsarsuaq (Blomsterdal)
- Qassiarsuk (Brattalid)

### Municipalitatea Ivittuut
- Kangilinnguit (Grønnedal)

### MunicipalitateaPaamiut
- Paamiut (Frederikshåb)
- Arsuk

### Municipalitatea Nuuk
- Nuuk (Godthåb)
- Qeqertarsuatsiaat (Fiskernæs)
- Kapisillit (Lakskaj)

### Municipalitatea Maniitsoq
- Maniitsoq (Sukkertoppen)
- Kangaamiut
- Atammik
- Napasoq

### Municipalitatea Sisimiut
- Sisimiut (Holstensborg)
- Kangerlussuaq (Søndre Strømfjord)
- Itilleq
- Sarfannguit

### Municipalitatea Kangaatsiaq
- Kangaatsiaq
- Niaqornaarsuk
- Attu
- Iginniarfik
- Ikerasaarsuk

### Municipalitatea Aasiaat
- Aasiaat (Egedesminde)
- Kitsissuarsuit (Hunde Ejlande)
- Akunnaaq

### Municipalitatea Qasigiannguit
- Qasigiannguit (Christianshåb)
- Ikamiut

### Municipalitatea Ilulissat
- Ilulissat (Jacobshavn)
- Saqqaq (Solsiden)
- Qeqertaq  (Øen)
- Ilimanaq (Claushavn)
- Oqaatsut (Hollandshuk)

### Municipalitatea Qeqertarsuaq
- Qeqertarsuaq (Godhavn)
- Kangerluk (Diskofjord)

### Municipalitatea Uumannaq
- Uumannaq
- Ikerasak
- Saattut
- Qaarsut
- Ukkusissat
- Illorsuit
- Nuugaatsiaq
- Niaqornat

### Municipalitatea Upernavik
- Upernavik
- Kullorsuaq
- Nuussuaq (Kraulshavn)
- Innaarsuit
- Tasiusaq
- Naajaat
- Aappilattoq
- Kangersuatsiaq  (Prøven)
- Upernavik Kujalleq

## Orașe și așezări în Regiunea Tunu (Groenlanda de Est)

### Municipalitatea Ammasalik
- Tasiilaq (Oscarshavn)
- Kuummiut
- Isortoq
- Tiniteqilaaq
- Kulusuk (Kap Dan)
- Sermiligaaq
- Ikkatteq (1 locuitor în 2005)
- Qernertuarssuit (depopulată în 2005)

### Municipalitatea Illoqqortoormiut
- Ittoqqortoormiit (Scoresbysund)
- Itterajivit (Illukasiit/Kap Hope, 9 locuitori în 2005)
- Uunarteq (Kap Tobin) (depopulată în 2005)

### Parcul Național al Groenlandei de Nord-Est (partea sudică)
- Daneborg, sediul Patrulei Sirius
- Danmarkshavn, stație civilă meteo
- Mestersvig, avanpost militar

## Orașe și așezări în Regiunea Avannaa (Groenlanda de Nord)

### Municipalitatea Qaanaaq
- Qaanaaq (Thule)
- Siorapaluk
- Savissivik
- Moriusaq (21 locuitori în 2005)
- Qeqertat (21 locuitori în 2005)
- Qeqertarsuaq (2 locuitori în 2005)

### Neinclus în vreo regiune
- Pituffik